# Euromillionen

An Euromillionen teilnehmende Länder:
Gründungsländer (Februar 2004)
Beitrittsländer (Oktober 2004)

Euromillionen (in Österreich, eigene Schreibweise EuroMillionen) oder Euromillions (in der Schweiz, eigene Schreibweise EuroMillions) ist eine Mehrstaatenlotterie im Totalisatorverfahren, die seit dem 13. Februar 2004 in einigen europäischen Ländern gespielt werden kann. Länder, die an der europäischen Lotterie bisher teilnehmen, sind Spanien, Frankreich, Vereinigtes Königreich, Österreich, Belgien, Irland, Luxemburg, Portugal, die Schweiz und Liechtenstein, welches im Gegensatz zu den übrigen Ländern allerdings eine rein passive Rolle ohne organisatorischen Einfluss innehat.
Dabei handelt es sich um eine europäische Kooperation der verschiedenen nationalen Lotterien, die gemeinsam Euromillionen betreiben. Das führt dazu, dass eine größere Anzahl an Menschen erreicht werden kann und es möglich ist, höhere Jackpots anzubieten. Die Bevölkerung aller teilnehmenden Länder umfasst rund 218 Millionen Einwohner.
Bei der Euromillionen-Lotterie werden fünf aus den Zahlen 1 bis 50 und zwei aus 12 Sternzahlen gewählt. Die Spielformel lautet dementsprechend 5 aus 50 plus 2 aus 12. Die Trefferwahrscheinlichkeit eines Tipps hängt von dieser Spielformel ab, nicht von der Anzahl der Spieler. Ein Jackpot der Mehrstaatenlotterie ist gewöhnlich höher als einer der staatlichen Lotterien wie beispielsweise 6 aus 49. Zwischen Februar 2012 und Februar 2020 lag die Gewinnobergrenze bei 190 Millionen Euro. Mit dem 1. Februar 2020 trat eine Änderung in Kraft, bei der die Obergrenze bei 200 Millionen Euro liegt und weiter steigen kann. Wird die Obergrenze erreicht, wird diese nach der Ausschüttung um jeweils 10 Millionen angehoben, bis zu einer Obergrenze von 250 Millionen Euro. Die Begrenzung funktioniert dabei so, dass in den ersten Runden, in denen die Gewinnobergrenze erreicht wird, jeder Betrag, der darüber hinausgeht, dem nächstniedrigeren Gewinnrang zugeführt wird. Wird der Betrag im ersten Rang nicht gewonnen, so bleibt diese Summe für die nächsten vier Ziehungen bestehen. Wird in der nachfolgenden fünften Runde, in der die Gewinnsumme wieder die gleiche ist wie in der Ziehung zuvor, auch kein Gewinner im ersten Rang ermittelt, dann findet ein sogenannter „Rolldown“ statt. Das bedeutet, dass der Gewinn des ersten Ranges auf den nachfolgenden Rang verteilt wird. Das Prinzip des „Rolldowns“ wird seit dem 21. Februar 2012 angewendet. Nach einem Rolldown fängt der nachfolgende Gewinn des ersten Ranges wieder mit 17 Millionen Euro an.
Die Ziehung der Euromillionen-Lottozahlen ist dieselbe für alle teilnehmenden Länder und findet wöchentlich dienstags und freitags zwischen 20:45 und 21:30 Uhr in Paris statt.
Ein ausgefülltes Tippfeld, also fünf Zahlen und zwei Sternzahlen, kostet seit dem 13. Juli 2018 einen Betrag von 2,50 Euro, nach zuvor 2,20 Euro, der sich in Österreich aus einem Anteil für den neu eingeführten „Österreich Bonus“ in Höhe von 0,30 Euro und dem reinen Spielpreis von 2,20 Euro zusammensetzt, der wiederum in den tatsächlichen Wetteinsatz von 1,639 Euro und den Verwaltungskostenbeitrag von 0,561 Euro unterteilbar ist. Die Hälfte des Spielpreises, also 1,10 Euro, wird an die Gewinner in den verschiedenen Gewinnklassen wieder ausgeschüttet.
In der Schweiz und Liechtenstein kostet ein ausgefülltes Spielfeld CHF 3,50, wobei CHF 3,00 für Euromillionen und CHF 0,50 für das Schweizer Zusatzspiel verwendet werden. Die Hälfte des Euromillionen-Preises (CHF 1,50) sind für die Spielgewinne vorgesehen. Im Dezember 2023 lag der Spieleinsatz bei umgerechnet 1,55 Euro und somit über den 1,10 Euro als effektiver Spieleinsatz, der in allen teilnehmenden Ländern für die gemeinsamen Gewinnklassen verwendet werden. Ein Tipp war also teurer. Dafür erhielten Schweizer Teilnehmende höhere Gewinnbeträge in den Gewinnrängen zwei bis 13. So gewannen sie beispielsweise für zwei richte Zahlen am 29. Dezember 2023 CHF 8.75 (= 9,02 Euro) und Gewinner in den Euroländern 4,20 Euro. Von der anderen Hälfte des Tipppreises sind 8,5 Prozent Betriebskosten, 8,5 Prozent sind Verkaufsprovisionen und 33 Prozent sind zur Unterstützung des Gemeinwohls vorgesehen.
Euromillionen kann in Deutschland nicht bei den Landeslotterien gespielt werden, da die deutschen Landeslotterien nicht dem Verbund von Euromillionen beigetreten sind. Online-Spielangebote werden in Deutschland nur von privaten Unternehmen veranstaltet, die das Risiko der Auszahlung von Riesengewinnen entweder durch Versicherungen oder das Betriebsvermögen abgedeckt haben.

## Gewinnklassen
Bei der Euromillionen-Lotterie gibt es dreizehn verschiedene Gewinnklassen, auf welche das Preisgeld verteilt wird. Dabei werden 50 Prozent des Einsatzes als Gewinnsumme ausgeschüttet. Für einen Gewinn in der niedrigsten Gewinnklasse werden zwei richtige Zahlen benötigt. Für den Hauptgewinn werden fünf Richtige und zwei korrekte Sternzahlen gefordert.
| Gewinnklasse                                                   | Nummern                                                        | prozentuale Gewinnsumme (bis Ende Januar 2020)                                        | prozentuale Gewinnsumme (ab Februar 2020)                                           |
| -------------------------------------------------------------- | -------------------------------------------------------------- | ------------------------------------------------------------------------------------- | ----------------------------------------------------------------------------------- |
| Booster-Fonds (Reserve für Minimal-Jackpot und Superziehungen) | Booster-Fonds (Reserve für Minimal-Jackpot und Superziehungen) | 4,8 % in Ziehung 1 bis 6 eines Jackpot-Zyklus 21 % ab Ziehung 7 eines Jackpot-Zyklus  | 10 % in Ziehung 1 bis 5 eines Jackpot-Zyklus 18 % ab Ziehung 6 eines Jackpot-Zyklus |
| 1                                                              | 5 Zahlen + 2 Sternzahlen                                       | 43,2 % in Ziehung 1 bis 6 eines Jackpot-Zyklus 27 % ab Ziehung 7 eines Jackpot-Zyklus | 50 % in Ziehung 1 bis 5 eines Jackpot-Zyklus 42 % ab Ziehung 6 eines Jackpot-Zyklus |
| 2                                                              | 5 Zahlen + 1 Sternzahl                                         | 3,95 %                                                                                | 2,61 %                                                                              |
| 3                                                              | 5 Zahlen + 0 Sternzahlen                                       | 0,92 %                                                                                | 0,61 %                                                                              |
| 4                                                              | 4 Zahlen + 2 Sternzahlen                                       | 0,45 %                                                                                | 0,19 %                                                                              |
| 5                                                              | 4 Zahlen + 1 Sternzahl                                         | 0,48 %                                                                                | 0,35 %                                                                              |
| 6                                                              | 3 Zahlen + 2 Sternzahlen                                       | 0,67 %                                                                                | 0,37 %                                                                              |
| 7                                                              | 4 Zahlen + 0 Sternzahlen                                       | 0,38 %                                                                                | 0,26 %                                                                              |
| 8                                                              | 2 Zahlen + 2 Sternzahlen                                       | 1,75 %                                                                                | 1,30 %                                                                              |
| 9                                                              | 3 Zahlen + 1 Sternzahl                                         | 1,85 %                                                                                | 1,45 %                                                                              |
| 10                                                             | 3 Zahlen + 0 Sternzahlen                                       | 3,50 %                                                                                | 2,70 %                                                                              |
| 11                                                             | 1 Zahl + 2 Sternzahlen                                         | 4,95 %                                                                                | 3,27 %                                                                              |
| 12                                                             | 2 Zahlen + 1 Sternzahl                                         | 14,85 %                                                                               | 10,30 %                                                                             |
| 13                                                             | 2 Zahlen + 0 Sternzahlen                                       | 18,25 %                                                                               | 16,59 %                                                                             |

## Gewinnchancen
Die Gewinnchancen bei Euromillionen sind bei großen Gewinnsummen oft niedriger als bei nationalen Lotterien (wie zum Beispiel der österreichischen Lotterie 6 aus 45 oder der britischen National Lottery), jedoch größer für die untersten Gewinnklassen (da mit nur zwei richtigen Zahlen schon ein Gewinn erzielt werden kann). Die deutsche Lotterie 6 aus 49 hat dieselbe Gewinnwahrscheinlichkeit für den Jackpot mit exakt 1 zu 139.838.160 bzw. 0,00000072 Prozent.
In der unten stehenden Tabelle sind die Gewinnchancen für Euromillionen je nach Rang aufgeführt.
| Mögliche Kombinationen | Nummern                | Berechnung                      | Gewinnchance  | in Prozent (gerundet) |
| ---------------------- | ---------------------- | ------------------------------- | ------------- | --------------------- |
| 1                      | 5 + 2                  | (1/66) · (1/2.118.760)          | 1:139.838.160 | 00,000001 %           |
| 2                      | 5 + 1                  | (20/66) · (1/2.118.760)         | 1:6.991.908   | 00,000014 %           |
| 3                      | 5 + 0                  | (45/66) · (1/2.118.760)         | 1:3.107.515   | 00,000032 %           |
| 4                      | 4 + 2                  | (1/66) · (225/2.118.760)        | 1:621.502,9   | 00,000161 %           |
| 5                      | 4 + 1                  | (20/66) · (225/2.118.760)       | 1:31.075,1    | 00,003218 %           |
| 6                      | 4 + 0                  | (45/66) · (225/2.118.760)       | 1:13.811,2    | 00,007241 %           |
| 7                      | 3 + 2                  | (1/66) · (9900/2.118.760)       | 1:14.125,1    | 00,007080 %           |
| 8                      | 3 + 1                  | (20/66) · (9900/2.118.760)      | 1:706,253     | 00,141592 %           |
| 9                      | 3 + 0                  | (45/66) · (9900/2.118.760)      | 1:313,890     | 00,318583 %           |
| 10                     | 2 + 2                  | (1/66) · (141.900/2.118.760)    | 1:985,470     | 00,101474 %           |
| 11                     | 2 + 1                  | (20/66) · (141.900/2.118.760)   | 1:49,2735     | 02,029489 %           |
| 12                     | 2 + 0                  | (45/66) · (141.900/2.118.760)   | 1:21,8993     | 04,566350 %           |
| 13                     | 1 + 2                  | (1/66) · (744.975/2.118.760)    | 1:187,709     | 00,532741 %           |
| 14                     | 1 + 1                  | (20/66) · (744.975/2.118.760)   | 1:9,38543     | 010,654817 %          |
| 15                     | 1 + 0                  | (45/66) · (744.975/2.118.760)   | 1:4,17130     | 023,973338 %          |
| 16                     | 0 + 2                  | (1/66) · (1.221.759/2.118.760)  | 1:114,456     | 00,873695 %           |
| 17                     | 0 + 1                  | (20/66) · (1.221.759/2.118.760) | 1:5,72282     | 017,473900 %          |
| 18                     | 0 + 0                  | (45/66) · (1.221.759/2.118.760) | 1:2,54348     | 039,316275 %          |
| Mindestens ein Gewinn: | Mindestens ein Gewinn: | 10.778.691/139.838.160          | 1:12,9736     | 07,707975 %           |

Aus den in der Tabelle berechneten Gewinnchancen können die Gewinnquoten berechnet werden, wenn alle 139 838 160 möglichen Euromillionen-Varianten an Lottotipps gleich häufig abgegeben würden.

## Super-Jackpots
Seit 2007 werden zwei bis viermal pro Jahr Super-Jackpots (österreichische Bezeichnung Superpot) angesetzt. Hierbei handelt sich bei tiefen Jackpotbeträgen um eine Erhöhung der Gewinnsumme im ersten Gewinnrang auf üblicherweise 130 Millionen Euro. Am 1. Dezember 2023 wurde ein Super-Jackpot erstmalig auf 200 Millionen Euro angesetzt.
Es gelten dieselben Regeln und Vorschriften wie bei den regulären Ziehungen. Der einzige Unterschied besteht darin, dass die Höhe des Jackpots nicht vom Ergebnis der vorherigen Ziehung oder vom Ticketverkauf abhängt.
Die Super-Jackpots werden geplant, sobald genügend Geld im Euromillionen-Gewinngarantiefond vorhanden ist. Dieser Fonds erhält bei jeder Ziehung einen bestimmten Anteil der Gewinnsumme zur Aufstockung gewisser Gewinnränge. Wenn ein Superjackpot nicht gewonnen wird, wird die Gewinnsumme dem 1. Gewinnrang der nächsten Runde hinzugerechnet. Die Art des Ereignisses (Super-Jackpot oder Sonderziehung), der Zeitpunkt und die Höhe der Gewinnsumme werden durch die 10 teilnehmenden Lotteriegesellschaften aus den 9 Ländern festgelegt.
An folgenden Tagen wurden sie ausgespielt:
- 09. Februar 2007 (100 Millionen Euro);
- 28. September 2007 (130 Millionen Euro);
- 08. Februar 2008 (130 Millionen Euro);
- 26. September 2008 (130 Millionen Euro);
- 06. März 2009 (100 Millionen Euro);
- 18. September 2009 (100 Millionen Euro);
- 05. Februar 2010 (100 Millionen Euro);
- 01. Oktober 2010 (100 Millionen Euro);
- 10. Mai 2011 (100 Millionen Euro);
- 04. Oktober 2011 (100 Millionen Euro);
- 28. September 2012 (100 Millionen Euro);
- 22. März 2013 (100 Millionen Euro);
- 07. Juni 2013 (100 Millionen Euro);
- 15. November 2013 (100 Millionen Euro);
- 07. März 2014 (100 Millionen Euro);
- 03. Oktober 2014 (100 Millionen Euro);
- 06. März 2015 (100 Millionen Euro);
- 05. Juni 2015 (100 Millionen Euro);
- 06. November 2015 (100 Millionen Euro);
- 30. September 2016 (130 Millionen Euro);
- 30. Juni 2017 (100 Millionen Euro);
- 15. September 2017 (130 Millionen Euro);
- 20. April 2018 (130 Millionen Euro);
- 21. September 2018 (130 Millionen Euro);
- 01. Februar 2019 (120 Millionen Euro);
- 07. Juni 2019 (130 Millionen Euro);
- 07. Februar 2020 (130 Millionen Euro);
- 03. Juli 2020 (130 Millionen Euro);
- 25. September 2020 (130 Millionen Euro);
- 20. November 2020 (130 Millionen Euro);
- 05. Februar 2021 (130 Millionen Euro);
- 04. Juni 2021 (130 Millionen Euro);
- 24. September 2021 (130 Millionen Euro);
- 03. Dezember 2021 (130 Millionen Euro);
- 04. Februar 2022 (130 Millionen Euro);
- 17. Juni 2022 (130 Millionen Euro);
- 09. September 2022 (130 Millionen Euro);
- 02. Dezember 2022 (130 Millionen Euro);
- 03. März 2023 (130 Millionen Euro);
- 02. Juni 2023 (130 Millionen Euro);
- 29. September 2023 (130 Millionen Euro);
- 01. Dezember 2023 (200 Millionen Euro);
- 26. Januar 2024 (130 Millionen Euro);
- 15. März 2024 (130 Millionen Euro);
- 07. Juni 2024 (130 Millionen Euro);
- 27. September 2024 (130 Millionen Euro);
- 07. März 2025 (130 Millionen Euro);.

## Sonderziehung
Anstelle von Super-Jackpots werden auch Sonderziehungen angeboten. In Österreich werden diese Sonderziehung als „MillionenRegen“ und der Schweiz als „100 x 1 Millionen“ bezeichnet. Im Jahr 2016 und 2018 konnten 25 und ab dem Jahr 2022 können hier 100 Euromillionen-Spielende zusätzlich zum Jackpot je eine Million Euro gewinnen. Die Teilnahme erfolgt über die normale Tippabgabe bei Euromillionen, bei dem man für jeden gespielten Tipp einen kostenlosen Teilnahmecode erhält.
Diese Sonderziehungen haben am 28. Oktober 2016, 23. Februar 2018, 21. Januar 2022 und 3. Februar 2023 stattgefunden. Unter den jeweils 100 Gewinnern waren im Jahr 2022 6 Schweizer und 3 Österreicher und 2023 je 4 Schweizer und Österreicher.

## Spitzengewinne
| Rang | Datum              | Preis in Euro | Preis in Pfund | Preis in Franken | Land                                |
| ---- | ------------------ | ------------- | -------------- | ---------------- | ----------------------------------- |
| 1    | 19. August 2025    | 250.000.000   | 216.150.000    | 235.667.500      | Frankreich                          |
| 1    | 17. Juni 2025      | 250.000.000   | 213.650.000    | 233.712.500      | Irland                              |
| 1    | 28. März 2025      | 250.000.000   | 209.088.000    | 239.178.000      | Österreich                          |
| 4    | 8. Dezember 2023   | 240.000.000   | 206.064.000    | 227.926.800      | Österreich                          |
| 5    | 19. Juli 2022      | 230.000.000   | 195.707.000    | 228.674.050      | Großbritannien                      |
| 6    | 15. Oktober 2021   | 220.000.000   | 185.548.000    | 236.271.420      | Frankreich (Französisch-Polynesien) |
| 7    | 10. Mai 2022       | 215.840.341   | 184.262.899    | 226.928.059      | Großbritannien                      |
| 8    | 25. Juni 2024      | 213.887.390   | 180.756.232    | 205.442.902      | Portugal                            |
| 9    | 26. November 2024  | 212.448.937   | 177.033.699    | 197.922.103      | Großbritannien                      |
| 10   | 26. Februar 2021   | 210.000.000   | 182.028.000    | 230.223.000      | Schweiz                             |
| 11   | 11. Dezember 2020  | 200.000.000   | 183.120.000    | 215.862.600      | Frankreich                          |
| 12   | 23. September 2022 | 193.007.524   | 171.815.297    | 183.582.002      | Großbritannien                      |
| 13   | 8. Oktober 2019    | 190.000.000   | 170.221.000    | 206.512.900      | Großbritannien                      |
| 13   | 6. Oktober 2017    | 190.000.000   | 170.810.000    | 218.348.000      | Spanien                             |
| 13   | 24. Oktober 2014   | 190.000.000   | 149.758.000    | 229.484.090      | Portugal                            |
| 13   | 10. August 2012    | 190.000.000   | 148.656.000    | 228.456.000      | Großbritannien                      |

Die erste Rekordsumme von gut 115,4 Millionen Euro gewann die Irin Dolores McNamara am 29. Juli 2005. Am 3. Februar 2006 teilten sich drei Gewinner den Rekord-Jackpot von 183 Millionen Euro, nachdem der erste Rang elf Ziehungen lang nicht besetzt war. Zwei Franzosen und ein Portugiese erhielten je 61.191.026 Euro. Um den Jackpot nicht noch weiter ansteigen zu lassen, sahen die Spielregeln in der Zeit von 2006 bis 2009 vor, dass der Jackpot nach der zwölften Ziehung auf den nächsten besetzten Rang aufgeteilt wird. Dies geschah erstmals am 17. November 2006, nachdem sich rund 183 Millionen Euro im Jackpot angesammelt hatten. Die Summe wurde unter den Gewinnern des zweiten Ranges verteilt, es gab daher 20 Gewinner von je 9,6 Millionen Euro. Den bis zu diesem Zeitpunkt höchsten Jackpot mit 190 Millionen Euro knackte am 10. August 2012 das Ehepaar Bayford aus England, jedoch kamen wegen der damaligen Stärke des Pfund „nur“ 148,6 Millionen Pfund zur Auszahlung. Einen ebenfalls mit 190 Millionen Euro gefüllten Jackpot knackte am 24. Oktober 2014 ein Portugiese, dem jedoch wegen der Glücksspielsteuer in Portugal von 20 Prozent lediglich 152 Millionen Euro ausgezahlt wurden. Der nächste mit 190 Millionen Euro gefüllte Jackpot ging am 6. Oktober 2017 an einen Spanier, der seinen Schein in Las Palmas auf Gran Canaria abgegeben hatte; auch ihm wurden wegen der Glücksspielsteuer in Spanien von 20 Prozent lediglich 152 Millionen Euro ausgezahlt. Den vierthöchsten Jackpot mit 185 Millionen Euro, umgerechnet 161,6 Millionen Pfund, knackte am 12. Juli 2011 das Ehepaar Weir aus Schottland, der in Großbritannien immer noch als der höchste Jackpot gilt. Am 19. Februar 2019 gelang es einer irischen Familie aus Naul in der Grafschaft Dublin, den Jackpot mit 175,4 Millionen Euro zu knacken. Jeweils Franzosen knackten am 13. November 2012 den Jackpot mit 169,8 Millionen Euro, am 13. September 2011 mit rund 162,3 Millionen Euro und am 29. März 2013 mit rund 132,5 Millionen Euro. Ein anonym gebliebener britischer Spieler konnte am 8. Oktober 2010 den Jackpot von rund 129,8 Millionen Euro, 113 Millionen Pfund, einstreichen. Dem Engländer Trotter gelang dies am 14. März 2014 mit einem Jackpot in Höhe von fast 129,4 Millionen Euro, 108 Millionen Pfund. Ein anonym gebliebener spanischer Spieler knackte am 13. Juni 2014 den Jackpot von rund 137,3 Millionen Euro. Zuvor kam am 8. Mai 2009 eine Spanierin zu einem Einzelgewinn von 126,2 Millionen Euro. Weitere Einzelgewinne wurden am 13. Mai 2011 in Höhe von 121 Millionen Euro an den Spanier Delgado Rodríguez und am 7. Oktober 2011 in Höhe von 117,7 Millionen Euro, 101,2 Millionen Pfund, an den Engländer Dawes ausgeschüttet.
Die bisher größten Spitzengewinne in deutschsprachigen Ländern beliefen sich auf:
- EUR 250.000.000 am 28. März 2025 in Österreich.
- EUR 240.000.000 am 8. Dezember 2023 in Österreich.
- EUR 210.000.000 am 26. Februar 2021 in der Deutschschweiz mit einem Los von Swisslos.[29]
- EUR 162.403.002 am 2. Oktober 2018 im Kanton Aargau mit einem Los von Swisslos.[30]
- EUR 83.068.817 am 28. November 2023 in Luxemburg.

In der Schweiz werden vom Gewinn vorerst 35 % Verrechnungssteuern eingezogen, die bei korrekter Versteuerung wieder zurückerstattet werden; die Einkommenssteuern betragen dann dennoch mehrere Millionen.

## Riesen-Jackpots
| Rang | Datum      | Jackpot in Euro | Gewinner | Preis in Euro | Bemerkungen |
| ---- | ---------- | --------------- | -------- | ------------- | ----------- |
| 1    | 19.08.2025 | 250.000.000     | 1        | 250.000.000   | Z18         |
| 2    | 17.06.2025 | 250.000.000     | 1        | 250.000.000   | Z21         |
| 3    | 28.03.2025 | 250.000.000     | 1        | 250.000.000   | SJ Z7       |
| 4    | 08.12.2023 | 240.000.000     | 1        | 240.000.000   | SJ Z3       |
| 5    | 19.07.2022 | 230.000.000     | 1        | 230.000.000   | SJ Z10      |
| 6    | 15.10.2021 | 220.000.000     | 1        | 220.000.000   | SJ Z7       |
| 7    | 10.05.2022 | 215.840.341     | 1        | 215.840.341   | Z15         |
| 8    | 25.06.2024 | 213.887.390     | 1        | 213.887.390   | SJ Z6       |
| 9    | 26.11.2024 | 212.448.937     | 1        | 212.448.937   | Z15         |
| 10   | 26.02.2021 | 210.000.000     | 1        | 210.000.000   | SJ Z7       |
| 11   | 11.12.2020 | 200.000.000     | 1        | 200.000.000   | SJ Z7       |
| 12   | 23.09.2022 | 193.007.524     | 1        | 193.007.524   | SJ Z5       |
| 13   | 10.08.2012 | 190.000.000     | 1        | 190.000.000   | Z15         |
| 14   | 24.10.2014 | 190.000.000     | 1        | 190.000.000   | SJ Z7       |
| 15   | 06.10.2017 | 190.000.000     | 1        | 190.000.000   | SJ Z7       |
| 16   | 08.10.2019 | 190.000.000     | 1        | 190.000.000   | Z23         |

SJ: gesetzter Startjackpot (Super-Jackpot)
AR2: Ausschüttung in die zweite Gewinnklasse
Zy: y ist die Anzahl der Ziehungen ab dem Startjackpot

## Änderungen ab Februar 2020
Änderungen ab der Ziehung vom 4. Februar 2020:
- Die Jackpot-Obergrenze wurde ab Februar 2020 auf zunächst 200 Millionen Euro erhöht. Nachdem diese Obergrenze von 200 Millionen Euro erreicht und der Jackpot gewonnen oder zwangsausgeschüttet wurde, wird die Obergrenze für zukünftige Ziehungen in 10-Millionen-Euro-Schritten erhöht, sodass er beim nächsten Mal 210 Millionen Euro erreichen kann usw., bis der neue Höchstwert von 250 Millionen Euro erzielt ist.

- Die Anzahl der Superjackpots wird von zwei auf drei Ziehungen pro Jahr erhöht werden.
- Die Jackpots steigen schneller, besonders im zweistelligen Millionenbereich (bei Ziehung 1 bis 5 eines Jackpot-Zyklus entfallen nun 50 % der Gewinnsumme auf den 1. Rang, statt bisher 43,2 %).
- Der Preis pro Tipp bleibt gleich. Finanziert wird dies durch Änderung der prozentualen Anteile der Gewinnklassen an der Gesamtgewinnsumme (Klassen 2 bis 13 erhalten weniger, Klasse 1 und Booster-Fonds mehr). Außerdem bekommen die nationalen Varianten weniger vom Einsatz ab: 0,76 € von 2,50 € statt vorher 0,85 € von 2,50 €.

## Euromillionen im Vergleich zum Eurojackpot
Die beiden europäischen Lotterien sind vom Spielprinzip her sehr ähnlich. Der größte Unterschied bestand bis zum 18. März 2022 darin, dass bei Euromillionen 2 aus 12 Sternzahlen gezogen werden, bei Eurojackpot waren es  hingegen bis zu diesem Zeitpunkt 2 aus nur 10 Eurozahlen, was die Chancen erhöhte. Seit 25. März 2022 werden beim Eurojackpot 2 aus 12 Eurozahlen gezogen. Zu den Teilnehmerländern von Eurojackpot gehören Deutschland, Dänemark, Estland, Finnland, Italien, Island, Kroatien, Lettland, Litauen, die Niederlande, Norwegen, Polen, Schweden, Slowenien, Spanien, Tschechien, Ungarn und die Slowakei, die insgesamt 269 Millionen Einwohner haben. Auch die Höhe der Jackpots unterscheidet sich. So liegt der Mindestjackpot bei Eurojackpot bei 10 Millionen Euro und maximal bei 120 Millionen Euro (bis 25. März 2022 waren es 90 Millionen Euro), die Höhe des Startjackpots bei Euromillionen bei 17 Millionen Euro (10 Millionen Euro vom 21. Mai 2004 bis einschließlich zum 25. Februar 2005 resp. 15 Millionen Euro vom 1. März 2005 bis einschließlich zum 23. September 2016) und der maximal höchste Jackpot bei 220 Millionen Euro.
Die großen Mehrstaatenlotterien haben im Vergleich zu nationalen staatlichen Lotterien sehr hohe Jackpots, aber auch geringere Gewinnchancen für diese hohen Jackpots, wobei die Produktpalette auch immer weiter diversifiziert wird und weitere Zusatzangebote auf den Markt kommen. Die Gewinnchancen für die tiefsten Gewinnklassen sind bei Euromillionen jedoch relativ hoch. Dazu reichen zwei Zahlen; jedoch nicht eine Zahl und ein Stern.

## Nationale Varianten (inklusive)
Ab Juli 2018 wurde der Preis eines Tipps von 2,20 Euro auf 2,50 Euro angehoben. Mit der Preisdifferenz werden die nationalen „Zusatzspiele“ der Teilnehmerländer finanziert.

### Belgien
In Belgien bekommt man pro gespielter Kombination einen zusätzlichen Gewinncode für das Spiel „My Bonus“. Unter allen Gewinncodes werden dienstags 200x 500 Euro und freitags 400x 500 Euro ausgespielt, in unregelmäßigen Abständen auch andere Beträge (z. B. 10 Euro oder 100.000 Euro).

### Frankreich
In Frankreich bekommt man pro gespielter Kombination einen zusätzlichen Gewinncode für das Spiel „My Million“. Unter allen Gewinncodes des jeweiligen Ziehungstags wird ein Gewinncode ermittelt, auf welchen 1.000.000 Euro entfällt.

### Irland
In Irland bekommt man pro gespielter Kombination einen zusätzlichen Gewinncode für das Spiel „Irland Raffle“. Unter allen Gewinncodes des jeweiligen Ziehungstags werden 10 Gewinncodes ermittelt, auf welche jeweils 5.000 Euro entfallen.

### Luxemburg
In Luxemburg nimmt man mit den gleichen 5 Zahlen (aus 50) jeder gespielten Kombination am Spiel „ExtraLux“ teil. Hier gibt es drei Gewinnklassen. 5 Richtige gewinnen 100.000 Euro, 4 Richtige gewinnen 500 Euro und 3 Richtige gewinnen 10 Euro.

### Österreich
Seit Juli 2018 werden im Rahmen des „Österreich Bonus“ pro Ziehung einmal 100.000 Euro zusätzlich unter allen teilnehmenden österreichischen Tipps verlost. Gleichzeitig wurde der Preis für jeden Tipp von 2,20 Euro auf 2,50 Euro angehoben; die Preisdifferenz rechtfertigt sich ausschließlich durch einen Beitrag in Höhe von 30 Cent für besagte österreichische Zusatzverlosung.

### Portugal
In Portugal bekommt man pro gespielter Kombination einen zusätzlichen Gewinncode für das Spiel „M1lhão“. Unter allen Gewinncodes der vorangegangenen Dienstags- und Freitagsziehung wird am Freitag ein Gewinncode ermittelt, auf welchen 1.000.000 Euro entfällt.
In unregelmäßigen Abständen wird mehr als ein Code ermittelt.

### Schweiz
Wer in der Schweiz einen Euromillions-Tipp abgibt (derzeit CHF 3.50), nimmt mit denselben gewählten Zahlen automatisch an der separaten Lotterie „2nd Chance“ (Veranstalter: Swisslos) bzw. „Swisswin“ (Veranstalter: Loterie Romande) teil. Dabei werden fünf aus 50 Zahlen gezogen. Bei dieser zusätzlichen Ziehung wird jeweils mindestens 250'000 Franken ausgeschüttet. Gewinnen kann, wer in dieser zweiten Ziehung drei, vier oder fünf Richtige hat.

### Spanien
In Spanien bekommt man pro gespielter Kombination einen zusätzlichen Gewinncode für das Spiel „El Millón“. Unter allen Gewinncodes des jeweiligen Ziehungstags wird ein Gewinncode ermittelt, auf welchen 1.000.000 Euro entfällt.

### Vereinigtes Königreich
Seit November 2009 bekommt man pro gespielter Kombination einen zusätzlichen Gewinncode für das Spiel „UK Millionaire Maker“ im Vereinigten Königreich. Unter allen Gewinncodes wird pro Ziehungstag ein Gewinncode ermittelt, auf welchen 1.000.000 Pfund entfällt.
Seit dem 27. Juli 2012 finden unregelmäßig die „100 UK Millionaires“-Ziehungen, bei der 100 Spieler jeweils 1.000.000 Pfund gewinnen können, statt.
Zwischen September 2016 und Frühjahr 2019 wurde die Anzahl der „Millionaire Maker“-Gewinner pro Spiel verdoppelt. Am 12. Januar 2019 hat sich die Anzahl der Codes pro Standardziehung wieder auf einen vermindert.

## Nationale Varianten/Zusatzspiele (gegen Mehreinsatz)
Des Weiteren bieten einige Länder optionale Varianten bzw. Zusatzspiele gegen Mehreinsatz an:

### Frankreich
In Frankreich kann man für einen Mehreinsatz von 1,00 Euro pro gespielter Kombination am Spiel Étoile Plus teilnehmen. Es nehmen die gleichen 2 Sternzahlen (aus 12) jeder gespielten Kombination teil. Hier gibt es dann zusätzliche Gewinnklassen (z. B. 0 Zahlen, aber 1 oder 2 Sterne richtig) oder die Gewinne der normalen Gewinnklassen mit richtigen Sternzahlen erhöhen sich.

### Irland
In Irland kann man für einen Mehreinsatz von 1,00 Euro pro gespielter Kombination am Spiel Euromillions Plus teilnehmen. Es nehmen die gleichen 5 Zahlen (aus 50) jeder gespielten Kombination teil. Hier gibt es drei Gewinnklassen. 5 Richtige gewinnen 500.000 Euro, 4 Richtige gewinnen 2.000 Euro und 3 Richtige gewinnen 20 Euro.

### Luxemburg
In Luxemburg kann man auf den Spielscheinen zu Euromillions für 2,00 Euro pro Tipp zusätzlich an der Endzahlenlotterie Joker teilnehmen. Pro Schein sind 2 Tipps möglich. Hier wird eine 6-stellige Gewinnzahl gezogen. Je mehr richtige Endziffern man hat, desto höher die Gewinne. Diese gehen von 2,00 Euro (nur die letzte Zahl richtig) bis zu 500.000 Euro (komplette Zahl stimmt überein).

### Schweiz
In der Schweiz kann man bei beiden Veranstaltern (Swisslos und Loterie Romande) auf den Spielscheinen zu Euromillions für 2,00 CHF pro Tipp zusätzlich an der Zahlenlotterie Superstar teilnehmen. Pro Schein sind 4 Tipps möglich. Hier wird eine 5-stellige Gewinnkobination (Buchstaben und Zahlen) gezogen. Je mehr richtige Ziffern man hat (von vorne und/oder hinten gelesen), desto höher die Gewinne.

## Belege
1. 1 2  Offizielle Homepage von Euromillionen (Memento vom 12. August 2014 im Internet Archive)
2. ↑  Offizielle britische Lotterie: About Euromillions.
3. ↑  Europot wächst künftig noch schneller und höher. Abgerufen am 7. Dezember 2020.
4. ↑  Offizielle österreichische Lotterie :Neuerungen bei EuroMillionen. (Memento vom 31. Januar 2012 im Internet Archive) (PDF; 1,9 MB)
5. ↑  Euromillionen. Österreichische Lotterien, abgerufen am 29. September 2016.
6. 1 2  Österreichische Lotterien: Euromillionen Spielbedingungen. (PDF) 13. Juli 2018, abgerufen am 20. August 2018.
7. 1 2 3 4  EuroMillions mit 2. Chance Teilnahmebedingungen. (PDF; 1,7 MB) Swisslos, 24. September 2016, archiviert vom Original am 28. September 2016; abgerufen am 28. September 2016.
8. ↑  Eidgenössische Steuerverwaltung ESTV: Monatsmittelkurs (gültig für Dezember 2023). 2023, abgerufen am 18. Januar 2024.
9. ↑  Euromillions ist hier teurer, der Gewinn dafür höher. 23. Januar 2015, abgerufen am 18. Januar 2024.
10. ↑  EuroMillions | Gewinnzahlen prüfen. In: Swisslos. Abgerufen am 18. Januar 2024.
11. ↑  EuroMillionen Ziehungen. In: win2day. Österreichische Lotterien GmbH, 2023, abgerufen am 18. Januar 2024.
12. ↑  Gewinnverteilung Freitag, 29. Dezember 2023. Nationallotterie Belgien, 2023, abgerufen am 18. Januar 2024.
13. ↑  Sabina Hübner: Money, Money, Money - Was Sie über Euromillions wissen müssen. In: Schweizer Radio und Fernsehen SRF. 15. Juli 2022, abgerufen am 18. Januar 2024.
14. ↑  T-Online: Gewinnchancen bei Euromillionen.
15. 1 2 3  EuroMillions | Informationen & Neuigkeiten. Abgerufen am 18. Januar 2024.
16. 1 2  Take That Ltd: EuroMillions Superdraw | Lottery Superdraws. Abgerufen am 18. Januar 2024 (englisch).
17. ↑  EuroMillions mit 2. Chance. Spielrgeln und Teilnahmebedingungen. In: www.swisslos.ch. Swisslos Interkantonale Landeslotterie, 2022, abgerufen am 18. Januar 2024.
18. ↑  200 millions à gagner à l’Euromillions: qui décide des dates et des montants des jackpots? Abgerufen am 18. Januar 2024 (französisch).
19. 1 2  100 x 1 Million: Die Gewinner stehen fest. Swisslos, 2023, abgerufen am 18. Januar 2024.
20. ↑  Jetzt EuroMillionen spielen! Abgerufen am 18. Januar 2024.
21. ↑  100 x 1 Million: Die Gewinner stehen fest. Swisslos, 2022, abgerufen am 18. Januar 2024.
22. ↑  Le jackpot record de 220 millions d’euros remporté à Tahiti, en Polynésie française. Abgerufen am 29. Oktober 2021.
23. ↑  EuroMillions: Second hand record dealer wins £148 million in lottery. 13. August 2012, abgerufen am 26. Januar 2025 (englisch).
24. ↑  Lottery win: Euromillions couple are 'tickled pink'. In: BBC News. 14. Juli 2011 (bbc.co.uk [abgerufen am 26. Januar 2025]).
25. ↑  'Dream come true' - Family claims €175m jackpot. 20. Februar 2019 (rte.ie [abgerufen am 26. Januar 2025]).
26. ↑  Oberösterreichische Nachrichten: Mechaniker gewann 129 Millionen Euro. (nachrichten.at [abgerufen am 26. Januar 2025]).
27. ↑  El panadero de los 121 millones y su familia 'desaparecen' de Pilas | Andalucía-Sevilla | elmundo.es. Abgerufen am 26. Januar 2025.
28. ↑  Großbritannien: Jackpot-Gewinner machen 20 Freunde zu Millionären. Spiegel Online, 11. Oktober 2011, abgerufen am 9. Juni 2018.
29. ↑  Dario Pollice: Euromillionen - Jackpot in Schweiz geknackt: mit sieben Franken Einsatz zu 230 Millionen. 27. Februar 2021, abgerufen am 26. Januar 2025.
30. ↑  Ralph Donghi: Sie ist Serviertochter – und arbeitet weiterhin! 10. Januar 2020, abgerufen am 26. Januar 2025 (Schweizer Hochdeutsch).
31. ↑  Euro-Millions.com: EuroMillions Prizes Changing from 1st February 2020. Abgerufen am 15. Dezember 2019 (englisch).
32. 1 2  Eurojackpot-Produktänderung ab 25. März 2022. In: lotto.de. Abgerufen am 7. Mai 2022.
33. ↑  lotto.de: Spielregeln (Memento vom 31. Mai 2013 im Internet Archive)
34. 1 2 3  Euro-Millions.com: Millionaire Maker | Die britische EuroMillions Sonderziehung. Abgerufen am 26. Januar 2025.

Lotto „6 aus 45“ (Ziehung) |
Toto |
EuroMillionen |
EuroDreams |
Bingo |
ToiToiToi |
Zahlenlotto 1–90 |
Joker |
Rubbellos |
Brieflos |
Österreichische Klassenlotterie |
win2day1 |
WINWIN2 |
Money Maker

1 Kein Glücksspiel, sondern eine Plattform hierfür. 2 Kein Glücksspiel, sondern sog. „Gewinnspiel-Terminals“.